# Subcuthona pallida
Subcuthona pallida Baba, 1949 è un mollusco nudibranchio della famiglia Fionidae. È l'unica specie nota del genere Subcuthona.